# Новая Каледония (остров)
Новая Каледония (фр. Grande Terre) — самый крупный и главный остров архипелага Новая Каледония.
Британский исследователь Джеймс Кук открыл остров в 1774 году и назвал его «Новая Каледония» (по старинному латинскому названию его родины — Шотландии). Впоследствии название «Новая Каледония» стало применяться не только к самому острову, но и прилегающим к нему островам. Местные жители называют остров Ле Каю (фр. Le Caillou) — «скала».
Крупнейший населенный пункт — Нумеа, столица заморской территории Франции Новая Каледония.
Остров находится в тропической зоне Тихого океана, протягивается с северо-запада на юго-восток. Вдоль острова расположен покрытый тропическими лесами Центральный хребет высотой до 1628 м (гора Панье), юго-западные склоны которого более пологи.